# اوزگور اوزل
اوزگور اوزل (انگلیسی: Özgür Özel؛ زادهٔ ۲۱ سپتامبر ۱۹۷۴) سیاستمدار و داروساز اهل ترکیه و رئیس حزب جمهوری خلق ترکیه است. 